# Classic Brugge-De Panne 2023
Classic Brugge-De Panne 2023 – 47. edycja wyścigu kolarskiego Classic Brugge-De Panne, która odbyła się 22 marca 2023 na liczącej ponad 212 kilometrów trasie z Brugii do De Panne. Impreza kategorii 1.UWT była częścią UCI World Tour 2023.

## Uczestnicy

### Drużyny
| WorldTeams (16)- Alpecin-Deceuninck - Astana Qazaqstan Team - Bahrain Victorious - Bora-Hansgrohe - Cofidis - EF Education-EasyPost - Groupama-FDJ - Intermarché-Circus-Wanty - Jumbo-Visma - Movistar Team - Soudal Quick-Step - Arkéa-Samsic - Team DSM - Team Jayco AlUla - Trek-Segafredo - UAE Team Emirates ProTeams (6)- Bingoal WB - Israel-Premier Tech - Lotto Dstny - Team Flanders-Baloise - TotalEnergies - Uno-X Pro Cycling Team |
| |

### Lista startowa
| Soudal Quick-Step SOQ | Soudal Quick-Step SOQ        | Soudal Quick-Step SOQ |
| --------------------- | ---------------------------- | --------------------- |
| Nr                    | Kolarz                       | Miejsce               |
| 1                     | Fabio Jakobsen (NED) (szosa) | 5.                    |
| 2                     | Tim Declercq (BEL)           | DNS                   |
| 3                     | Davide Ballerini (ITA)       | 11.                   |
| 4                     | Yves Lampaert (BEL)          | 3.                    |
| 5                     | Jannik Steimle (GER)         | 63.                   |
| 6                     | Bert Van Lerberghe (BEL)     | 12.                   |
| 7                     | Ethan Vernon (GBR)           | DNF                   |

| Team Jayco AlUla JAY | Team Jayco AlUla JAY    | Team Jayco AlUla JAY |
| -------------------- | ----------------------- | -------------------- |
| Nr                   | Kolarz                  | Miejsce              |
| 11                   | Dylan Groenewegen (NED) | 13.                  |
| 12                   | Luke Durbridge (AUS)    | DNF                  |
| 13                   | Luka Mezgec (SLO)       | DNF                  |
| 14                   | Kelland O’Brien (AUS)   | DNF                  |
| 15                   | Campbell Stewart (NZL)  | DNF                  |
| 16                   | Elmar Reinders (NED)    | 34.                  |

| Movistar Team MOV | Movistar Team MOV       | Movistar Team MOV |
| ----------------- | ----------------------- | ----------------- |
| Nr                | Kolarz                  | Miejsce           |
| 21                | Fernando Gaviria (COL)  | DNF               |
| 22                | Iván Romeo (ESP)        | DNF               |
| 23                | Johan Jacobs (SUI)      | 23.               |
| 24                | Mathias Norsgaard (DEN) | 19.               |
| 25                | Albert Torres (ESP)     | DNF               |
| 26                | Oier Lazkano (ESP)      | DNF               |
| 27                | Lluís Mas (ESP)         | DNF               |

| Alpecin-Deceuninck ADC | Alpecin-Deceuninck ADC    | Alpecin-Deceuninck ADC |
| ---------------------- | ------------------------- | ---------------------- |
| Nr                     | Kolarz                    | Miejsce                |
| 31                     | Jasper Philipsen (BEL)    | 1.                     |
| 32                     | Alexander Krieger (GER)   | 67.                    |
| 33                     | Maurice Ballerstedt (GER) | 54.                    |
| 34                     | Edward Planckaert (BEL)   | 21.                    |
| 35                     | Ramon Sinkeldam (NED)     | 58.                    |
| 36                     | Lionel Taminiaux (BEL)    | 25.                    |
| 37                     | Jonas Rickaert (BEL)      | 6.                     |

| Bora-Hansgrohe BOH | Bora-Hansgrohe BOH          | Bora-Hansgrohe BOH |
| ------------------ | --------------------------- | ------------------ |
| Nr                 | Kolarz                      | Miejsce            |
| 41                 | Sam Bennett (IRL)           | DNF                |
| 42                 | Shane Archbold (NZL)        | DNF                |
| 43                 | Danny van Poppel (NED)      | 26.                |
| 44                 | Jonas Koch (GER)            | 16.                |
| 45                 | Maximilian Schachmann (GER) | DNF                |
| 46                 | Jordi Meeus (BEL)           | DNF                |
| 47                 | Ryan Mullen (IRL)           | 53.                |

| EF Education-EasyPost EFE | EF Education-EasyPost EFE | EF Education-EasyPost EFE |
| ------------------------- | ------------------------- | ------------------------- |
| Nr                        | Kolarz                    | Miejsce                   |
| 51                        | Thomas Scully (NZL)       | DNF                       |
| 52                        | Julius van den Berg (NED) | DNF                       |
| 53                        | Owain Doull (GBR)         | 38.                       |
| 54                        | Jens Keukeleire (BEL)     | 60.                       |
| 55                        | Jonas Rutsch (GER)        | 39.                       |
| 56                        | Marijn van den Berg (NED) | 10.                       |
| 57                        | Łukasz Wiśniowski (POL)   | DNF                       |

| UAE Team Emirates UAD | UAE Team Emirates UAD       | UAE Team Emirates UAD |
| --------------------- | --------------------------- | --------------------- |
| Nr                    | Kolarz                      | Miejsce               |
| 61                    | Pascal Ackermann (GER)      | 17.                   |
| 62                    | Ryan Gibbons (RSA)          | 51.                   |
| 63                    | Mikkel Bjerg (DEN)          | 47.                   |
| 64                    | Felix Groß (GER)            | DNF                   |
| 65                    | Vegard Stake Laengen (NOR)  | DNF                   |
| 66                    | Juan Sebastián Molano (COL) | 9.                    |
| 67                    | Michael Vink (NZL)          | DNF                   |

| Groupama-FDJ GFC | Groupama-FDJ GFC          | Groupama-FDJ GFC |
| ---------------- | ------------------------- | ---------------- |
| Nr               | Kolarz                    | Miejsce          |
| 71               | Arnaud Démare (FRA)       | 14.              |
| 72               | Ignatas Konovalovas (LTU) | DNF              |
| 73               | Fabian Lienhard (SUI)     | 64.              |
| 74               | Laurence Pithie (NZL)     | DNF              |
| 75               | Paul Penhoët (FRA)        | 24.              |
| 76               | Samuel Watson (GBR)       | 68.              |
| 77               | Bram Welten (NED)         | 62.              |

| Trek-Segafredo TFS | Trek-Segafredo TFS          | Trek-Segafredo TFS |
| ------------------ | --------------------------- | ------------------ |
| Nr                 | Kolarz                      | Miejsce            |
| 81                 | Edward Theuns (BEL)         | 15.                |
| 82                 | Emīls Liepiņš (LAT) (szosa) | DNF                |
| 83                 | Thibau Nys (BEL)            | DNF                |
| 84                 | Alex Kirsch (LUX)           | DNF                |
| 85                 | Markus Hoelgaard (NOR)      | DNF                |
| 86                 | Otto Vergaerde (BEL)        | DNF                |
| 87                 | Toms Skujiņš (LAT)          | DNF                |

| Astana Qazaqstan Team AST | Astana Qazaqstan Team AST      | Astana Qazaqstan Team AST |
| ------------------------- | ------------------------------ | ------------------------- |
| Nr                        | Kolarz                         | Miejsce                   |
| 91                        | Mark Cavendish (GBR) (szosa)   | DNF                       |
| 92                        | Dmitrij Gruzdiew (KAZ)         | 55.                       |
| 93                        | Davide Martinelli (ITA)        | DNF                       |
| 94                        | Cees Bol (NED)                 | DNF                       |
| 95                        | Jewgienij Gidicz (KAZ) (szosa) | DNF                       |
| 96                        | Jewgienij Fiodorow (KAZ)       | DNF                       |
| 97                        | Leonardo Basso (ITA)           | DNF                       |

| Jumbo-Visma TJV | Jumbo-Visma TJV          | Jumbo-Visma TJV |
| --------------- | ------------------------ | --------------- |
| Nr              | Kolarz                   | Miejsce         |
| 101             | Tosh Van der Sande (BEL) | 73.             |
| 102             | Olav Kooij (NED)         | 2.              |
| 103             | Timo Roosen (NED)        | 56.             |
| 104             | Lennard Hofstede (NED)   | DNF             |
| 105             | Mick van Dijke (NED)     | DNF             |
| 106             | Tim van Dijke (NED)      | 22.             |
| 107             | Jos van Emden (NED)      | DNF             |

| Team DSM DSM | Team DSM DSM              | Team DSM DSM |
| ------------ | ------------------------- | ------------ |
| Nr           | Kolarz                    | Miejsce      |
| 111          | Alberto Dainese (ITA)     | DNF          |
| 112          | Patrick Bevin (NZL)       | DNF          |
| 113          | Alexander Edmondson (AUS) | DNF          |
| 114          | Casper van Uden (NED)     | 44.          |
| 115          | Marius Mayrhofer (GER)    | DNF          |
| 116          | Tim Naberman (NED)        | DNF          |
| 117          | Sam Welsford (AUS)        | 18.          |

| Bahrain Victorious TBV | Bahrain Victorious TBV | Bahrain Victorious TBV |
| ---------------------- | ---------------------- | ---------------------- |
| Nr                     | Kolarz                 | Miejsce                |
| 121                    | Phil Bauhaus (GER)     | DNF                    |
| 122                    | Matevž Govekar (SLO)   | DNF                    |
| 123                    | Kamil Gradek (POL)     | 57.                    |
| 124                    | Filip Maciejuk (POL)   | 59.                    |
| 125                    | Jonathan Milan (ITA)   | 70.                    |
| 126                    | Dušan Rajović (SRB)    | DNF                    |
| 127                    | Cameron Scott (AUS)    | DNF                    |

| Cofidis COF | Cofidis COF            | Cofidis COF |
| ----------- | ---------------------- | ----------- |
| Nr          | Kolarz                 | Miejsce     |
| 131         | Max Walscheid (GER)    | 32.         |
| 132         | Davide Cimolai (ITA)   | DNF         |
| 133         | Simone Consonni (ITA)  | 71.         |
| 134         | Wesley Kreder (NED)    | 46.         |
| 135         | Christophe Noppe (BEL) | 33.         |
| 136         | Piet Allegaert (BEL)   | 36.         |
| 137         | Jelle Wallays (BEL)    | DNF         |

| Intermarché-Circus-Wanty ICW | Intermarché-Circus-Wanty ICW | Intermarché-Circus-Wanty ICW |
| ---------------------------- | ---------------------------- | ---------------------------- |
| Nr                           | Kolarz                       | Miejsce                      |
| 141                          | Niccolò Bonifazio (ITA)      | DNF                          |
| 142                          | Julius Johansen (DEN)        | 42.                          |
| 143                          | Adrien Petit (FRA)           | DNF                          |
| 144                          | Baptiste Planckaert (BEL)    | DNF                          |
| 145                          | Laurenz Rex (BEL)            | 66.                          |
| 146                          | Gerben Thijssen (BEL)        | 27.                          |
| 147                          | Boy van Poppel (NED)         | DNF                          |

| Arkéa-Samsic ARK | Arkéa-Samsic ARK      | Arkéa-Samsic ARK |
| ---------------- | --------------------- | ---------------- |
| Nr               | Kolarz                | Miejsce          |
| 151              | David Dekker (NED)    | 35.              |
| 152              | Laurent Pichon (FRA)  | DNF              |
| 153              | Daniel McLay (GBR)    | 74.              |
| 154              | Mathis Le Berre (FRA) | DNF              |
| 155              | Luca Mozzato (ITA)    | 72.              |
| 156              | Alan Riou (FRA)       | DNF              |
| 157              | Clément Russo (FRA)   | DNF              |

| Uno-X Pro Cycling Team UXT | Uno-X Pro Cycling Team UXT  | Uno-X Pro Cycling Team UXT |
| -------------------------- | --------------------------- | -------------------------- |
| Nr                         | Kolarz                      | Miejsce                    |
| 161                        | Lasse Norman Leth (DEN)     | DNF                        |
| 162                        | Stian Fredheim (NOR)        | 8.                         |
| 163                        | Tord Gudmestad (NOR)        | 29.                        |
| 164                        | Louis Bendixen (DEN)        | DNF                        |
| 165                        | William Blume Levy (DEN)    | 69.                        |
| 166                        | Erik Nordsæter Resell (NOR) | 61.                        |
| 167                        | Søren Wærenskjold (NOR)     | DNF                        |

| Israel-Premier Tech IPT | Israel-Premier Tech IPT      | Israel-Premier Tech IPT |
| ----------------------- | ---------------------------- | ----------------------- |
| Nr                      | Kolarz                       | Miejsce                 |
| 171                     | Sep Vanmarcke (BEL)          | DNF                     |
| 172                     | Itamar Einhorn (ISR) (szosa) | DNF                     |
| 173                     | Jens Reynders (BEL)          | 50.                     |
| 174                     | Gaj Sagiw (ISR)              | DNF                     |
| 175                     | Tom Van Asbroeck (BEL)       | 30.                     |
| 177                     | Rick Zabel (GER)             | 28.                     |

| Lotto Dstny LTD | Lotto Dstny LTD           | Lotto Dstny LTD |
| --------------- | ------------------------- | --------------- |
| Nr              | Kolarz                    | Miejsce         |
| 181             | Caleb Ewan (AUS)          | DNF             |
| 182             | Jasper De Buyst (BEL)     | DNF             |
| 183             | Frederik Frison (BEL)     | 4.              |
| 184             | Sébastien Grignard (BEL)  | DNF             |
| 185             | Michael Schwarzmann (GER) | DNF             |
| 186             | Cédric Beullens (BEL)     | 7.              |
| 187             | Jarrad Drizners (AUS)     | 20.             |

| Team Flanders-Baloise TFB | Team Flanders-Baloise TFB | Team Flanders-Baloise TFB |
| ------------------------- | ------------------------- | ------------------------- |
| Nr                        | Kolarz                    | Miejsce                   |
| 191                       | Ruben Apers (BEL)         | 49.                       |
| 192                       | Sander De Pestel (BEL)    | 48.                       |
| 193                       | Tuur Dens (BEL)           | DNF                       |
| 194                       | Milan Fretin (BEL)        | 37.                       |
| 195                       | Vince Gerits (BEL)        | DNF                       |
| 196                       | Jules Hesters (BEL)       | 43.                       |
| 197                       | Noah Vandenbranden (BEL)  | DNF                       |

| TotalEnergies TEN | TotalEnergies TEN       | TotalEnergies TEN |
| ----------------- | ----------------------- | ----------------- |
| Nr                | Kolarz                  | Miejsce           |
| 201               | Thomas Bonnet (FRA)     | 41.               |
| 202               | Émilien Jeannière (FRA) | DNF               |
| 203               | Lorrenzo Manzin (FRA)   | DNF               |
| 204               | Geoffrey Soupe (FRA)    | 40.               |
| 205               | Jason Tesson (FRA)      | DNF               |
| 207               | Mattéo Vercher (FRA)    | DNF               |

| Bingoal WB BWB | Bingoal WB BWB                 | Bingoal WB BWB |
| -------------- | ------------------------------ | -------------- |
| Nr             | Kolarz                         | Miejsce        |
| 211            | Guillaume Van Keirsbulck (BEL) | 45.            |
| 212            | Ceriel Desal (BEL)             | 31.            |
| 213            | Johan Meens (BEL)              | DNF            |
| 214            | Matteo Malucelli (ITA)         | DNF            |
| 215            | Ludovic Robeet (BEL)           | 65.            |
| 216            | Dorian de Maeght (BEL)         | DNF            |
| 217            | Louis Blouwe (BEL)             | DNF            |

| Soudal Quick-Step SOQ | Soudal Quick-Step SOQ        | Soudal Quick-Step SOQ |
| --------------------- | ---------------------------- | --------------------- |
| Nr                    | Kolarz                       | Miejsce               |
| 1                     | Fabio Jakobsen (NED) (szosa) | 5.                    |
| 2                     | Tim Declercq (BEL)           | DNS                   |
| 3                     | Davide Ballerini (ITA)       | 11.                   |
| 4                     | Yves Lampaert (BEL)          | 3.                    |
| 5                     | Jannik Steimle (GER)         | 63.                   |
| 6                     | Bert Van Lerberghe (BEL)     | 12.                   |
| 7                     | Ethan Vernon (GBR)           | DNF                   |

| Team Jayco AlUla JAY | Team Jayco AlUla JAY    | Team Jayco AlUla JAY |
| -------------------- | ----------------------- | -------------------- |
| Nr                   | Kolarz                  | Miejsce              |
| 11                   | Dylan Groenewegen (NED) | 13.                  |
| 12                   | Luke Durbridge (AUS)    | DNF                  |
| 13                   | Luka Mezgec (SLO)       | DNF                  |
| 14                   | Kelland O’Brien (AUS)   | DNF                  |
| 15                   | Campbell Stewart (NZL)  | DNF                  |
| 16                   | Elmar Reinders (NED)    | 34.                  |

| Movistar Team MOV | Movistar Team MOV       | Movistar Team MOV |
| ----------------- | ----------------------- | ----------------- |
| Nr                | Kolarz                  | Miejsce           |
| 21                | Fernando Gaviria (COL)  | DNF               |
| 22                | Iván Romeo (ESP)        | DNF               |
| 23                | Johan Jacobs (SUI)      | 23.               |
| 24                | Mathias Norsgaard (DEN) | 19.               |
| 25                | Albert Torres (ESP)     | DNF               |
| 26                | Oier Lazkano (ESP)      | DNF               |
| 27                | Lluís Mas (ESP)         | DNF               |

| Alpecin-Deceuninck ADC | Alpecin-Deceuninck ADC    | Alpecin-Deceuninck ADC |
| ---------------------- | ------------------------- | ---------------------- |
| Nr                     | Kolarz                    | Miejsce                |
| 31                     | Jasper Philipsen (BEL)    | 1.                     |
| 32                     | Alexander Krieger (GER)   | 67.                    |
| 33                     | Maurice Ballerstedt (GER) | 54.                    |
| 34                     | Edward Planckaert (BEL)   | 21.                    |
| 35                     | Ramon Sinkeldam (NED)     | 58.                    |
| 36                     | Lionel Taminiaux (BEL)    | 25.                    |
| 37                     | Jonas Rickaert (BEL)      | 6.                     |

| Bora-Hansgrohe BOH | Bora-Hansgrohe BOH          | Bora-Hansgrohe BOH |
| ------------------ | --------------------------- | ------------------ |
| Nr                 | Kolarz                      | Miejsce            |
| 41                 | Sam Bennett (IRL)           | DNF                |
| 42                 | Shane Archbold (NZL)        | DNF                |
| 43                 | Danny van Poppel (NED)      | 26.                |
| 44                 | Jonas Koch (GER)            | 16.                |
| 45                 | Maximilian Schachmann (GER) | DNF                |
| 46                 | Jordi Meeus (BEL)           | DNF                |
| 47                 | Ryan Mullen (IRL)           | 53.                |

| EF Education-EasyPost EFE | EF Education-EasyPost EFE | EF Education-EasyPost EFE |
| ------------------------- | ------------------------- | ------------------------- |
| Nr                        | Kolarz                    | Miejsce                   |
| 51                        | Thomas Scully (NZL)       | DNF                       |
| 52                        | Julius van den Berg (NED) | DNF                       |
| 53                        | Owain Doull (GBR)         | 38.                       |
| 54                        | Jens Keukeleire (BEL)     | 60.                       |
| 55                        | Jonas Rutsch (GER)        | 39.                       |
| 56                        | Marijn van den Berg (NED) | 10.                       |
| 57                        | Łukasz Wiśniowski (POL)   | DNF                       |

| UAE Team Emirates UAD | UAE Team Emirates UAD       | UAE Team Emirates UAD |
| --------------------- | --------------------------- | --------------------- |
| Nr                    | Kolarz                      | Miejsce               |
| 61                    | Pascal Ackermann (GER)      | 17.                   |
| 62                    | Ryan Gibbons (RSA)          | 51.                   |
| 63                    | Mikkel Bjerg (DEN)          | 47.                   |
| 64                    | Felix Groß (GER)            | DNF                   |
| 65                    | Vegard Stake Laengen (NOR)  | DNF                   |
| 66                    | Juan Sebastián Molano (COL) | 9.                    |
| 67                    | Michael Vink (NZL)          | DNF                   |

| Groupama-FDJ GFC | Groupama-FDJ GFC          | Groupama-FDJ GFC |
| ---------------- | ------------------------- | ---------------- |
| Nr               | Kolarz                    | Miejsce          |
| 71               | Arnaud Démare (FRA)       | 14.              |
| 72               | Ignatas Konovalovas (LTU) | DNF              |
| 73               | Fabian Lienhard (SUI)     | 64.              |
| 74               | Laurence Pithie (NZL)     | DNF              |
| 75               | Paul Penhoët (FRA)        | 24.              |
| 76               | Samuel Watson (GBR)       | 68.              |
| 77               | Bram Welten (NED)         | 62.              |

| Trek-Segafredo TFS | Trek-Segafredo TFS          | Trek-Segafredo TFS |
| ------------------ | --------------------------- | ------------------ |
| Nr                 | Kolarz                      | Miejsce            |
| 81                 | Edward Theuns (BEL)         | 15.                |
| 82                 | Emīls Liepiņš (LAT) (szosa) | DNF                |
| 83                 | Thibau Nys (BEL)            | DNF                |
| 84                 | Alex Kirsch (LUX)           | DNF                |
| 85                 | Markus Hoelgaard (NOR)      | DNF                |
| 86                 | Otto Vergaerde (BEL)        | DNF                |
| 87                 | Toms Skujiņš (LAT)          | DNF                |

| Astana Qazaqstan Team AST | Astana Qazaqstan Team AST      | Astana Qazaqstan Team AST |
| ------------------------- | ------------------------------ | ------------------------- |
| Nr                        | Kolarz                         | Miejsce                   |
| 91                        | Mark Cavendish (GBR) (szosa)   | DNF                       |
| 92                        | Dmitrij Gruzdiew (KAZ)         | 55.                       |
| 93                        | Davide Martinelli (ITA)        | DNF                       |
| 94                        | Cees Bol (NED)                 | DNF                       |
| 95                        | Jewgienij Gidicz (KAZ) (szosa) | DNF                       |
| 96                        | Jewgienij Fiodorow (KAZ)       | DNF                       |
| 97                        | Leonardo Basso (ITA)           | DNF                       |

| Jumbo-Visma TJV | Jumbo-Visma TJV          | Jumbo-Visma TJV |
| --------------- | ------------------------ | --------------- |
| Nr              | Kolarz                   | Miejsce         |
| 101             | Tosh Van der Sande (BEL) | 73.             |
| 102             | Olav Kooij (NED)         | 2.              |
| 103             | Timo Roosen (NED)        | 56.             |
| 104             | Lennard Hofstede (NED)   | DNF             |
| 105             | Mick van Dijke (NED)     | DNF             |
| 106             | Tim van Dijke (NED)      | 22.             |
| 107             | Jos van Emden (NED)      | DNF             |

| Team DSM DSM | Team DSM DSM              | Team DSM DSM |
| ------------ | ------------------------- | ------------ |
| Nr           | Kolarz                    | Miejsce      |
| 111          | Alberto Dainese (ITA)     | DNF          |
| 112          | Patrick Bevin (NZL)       | DNF          |
| 113          | Alexander Edmondson (AUS) | DNF          |
| 114          | Casper van Uden (NED)     | 44.          |
| 115          | Marius Mayrhofer (GER)    | DNF          |
| 116          | Tim Naberman (NED)        | DNF          |
| 117          | Sam Welsford (AUS)        | 18.          |

| Bahrain Victorious TBV | Bahrain Victorious TBV | Bahrain Victorious TBV |
| ---------------------- | ---------------------- | ---------------------- |
| Nr                     | Kolarz                 | Miejsce                |
| 121                    | Phil Bauhaus (GER)     | DNF                    |
| 122                    | Matevž Govekar (SLO)   | DNF                    |
| 123                    | Kamil Gradek (POL)     | 57.                    |
| 124                    | Filip Maciejuk (POL)   | 59.                    |
| 125                    | Jonathan Milan (ITA)   | 70.                    |
| 126                    | Dušan Rajović (SRB)    | DNF                    |
| 127                    | Cameron Scott (AUS)    | DNF                    |

| Cofidis COF | Cofidis COF            | Cofidis COF |
| ----------- | ---------------------- | ----------- |
| Nr          | Kolarz                 | Miejsce     |
| 131         | Max Walscheid (GER)    | 32.         |
| 132         | Davide Cimolai (ITA)   | DNF         |
| 133         | Simone Consonni (ITA)  | 71.         |
| 134         | Wesley Kreder (NED)    | 46.         |
| 135         | Christophe Noppe (BEL) | 33.         |
| 136         | Piet Allegaert (BEL)   | 36.         |
| 137         | Jelle Wallays (BEL)    | DNF         |

| Intermarché-Circus-Wanty ICW | Intermarché-Circus-Wanty ICW | Intermarché-Circus-Wanty ICW |
| ---------------------------- | ---------------------------- | ---------------------------- |
| Nr                           | Kolarz                       | Miejsce                      |
| 141                          | Niccolò Bonifazio (ITA)      | DNF                          |
| 142                          | Julius Johansen (DEN)        | 42.                          |
| 143                          | Adrien Petit (FRA)           | DNF                          |
| 144                          | Baptiste Planckaert (BEL)    | DNF                          |
| 145                          | Laurenz Rex (BEL)            | 66.                          |
| 146                          | Gerben Thijssen (BEL)        | 27.                          |
| 147                          | Boy van Poppel (NED)         | DNF                          |

| Arkéa-Samsic ARK | Arkéa-Samsic ARK      | Arkéa-Samsic ARK |
| ---------------- | --------------------- | ---------------- |
| Nr               | Kolarz                | Miejsce          |
| 151              | David Dekker (NED)    | 35.              |
| 152              | Laurent Pichon (FRA)  | DNF              |
| 153              | Daniel McLay (GBR)    | 74.              |
| 154              | Mathis Le Berre (FRA) | DNF              |
| 155              | Luca Mozzato (ITA)    | 72.              |
| 156              | Alan Riou (FRA)       | DNF              |
| 157              | Clément Russo (FRA)   | DNF              |

| Uno-X Pro Cycling Team UXT | Uno-X Pro Cycling Team UXT  | Uno-X Pro Cycling Team UXT |
| -------------------------- | --------------------------- | -------------------------- |
| Nr                         | Kolarz                      | Miejsce                    |
| 161                        | Lasse Norman Leth (DEN)     | DNF                        |
| 162                        | Stian Fredheim (NOR)        | 8.                         |
| 163                        | Tord Gudmestad (NOR)        | 29.                        |
| 164                        | Louis Bendixen (DEN)        | DNF                        |
| 165                        | William Blume Levy (DEN)    | 69.                        |
| 166                        | Erik Nordsæter Resell (NOR) | 61.                        |
| 167                        | Søren Wærenskjold (NOR)     | DNF                        |

| Israel-Premier Tech IPT | Israel-Premier Tech IPT      | Israel-Premier Tech IPT |
| ----------------------- | ---------------------------- | ----------------------- |
| Nr                      | Kolarz                       | Miejsce                 |
| 171                     | Sep Vanmarcke (BEL)          | DNF                     |
| 172                     | Itamar Einhorn (ISR) (szosa) | DNF                     |
| 173                     | Jens Reynders (BEL)          | 50.                     |
| 174                     | Gaj Sagiw (ISR)              | DNF                     |
| 175                     | Tom Van Asbroeck (BEL)       | 30.                     |
| 177                     | Rick Zabel (GER)             | 28.                     |

| Lotto Dstny LTD | Lotto Dstny LTD           | Lotto Dstny LTD |
| --------------- | ------------------------- | --------------- |
| Nr              | Kolarz                    | Miejsce         |
| 181             | Caleb Ewan (AUS)          | DNF             |
| 182             | Jasper De Buyst (BEL)     | DNF             |
| 183             | Frederik Frison (BEL)     | 4.              |
| 184             | Sébastien Grignard (BEL)  | DNF             |
| 185             | Michael Schwarzmann (GER) | DNF             |
| 186             | Cédric Beullens (BEL)     | 7.              |
| 187             | Jarrad Drizners (AUS)     | 20.             |

| Team Flanders-Baloise TFB | Team Flanders-Baloise TFB | Team Flanders-Baloise TFB |
| ------------------------- | ------------------------- | ------------------------- |
| Nr                        | Kolarz                    | Miejsce                   |
| 191                       | Ruben Apers (BEL)         | 49.                       |
| 192                       | Sander De Pestel (BEL)    | 48.                       |
| 193                       | Tuur Dens (BEL)           | DNF                       |
| 194                       | Milan Fretin (BEL)        | 37.                       |
| 195                       | Vince Gerits (BEL)        | DNF                       |
| 196                       | Jules Hesters (BEL)       | 43.                       |
| 197                       | Noah Vandenbranden (BEL)  | DNF                       |

| TotalEnergies TEN | TotalEnergies TEN       | TotalEnergies TEN |
| ----------------- | ----------------------- | ----------------- |
| Nr                | Kolarz                  | Miejsce           |
| 201               | Thomas Bonnet (FRA)     | 41.               |
| 202               | Émilien Jeannière (FRA) | DNF               |
| 203               | Lorrenzo Manzin (FRA)   | DNF               |
| 204               | Geoffrey Soupe (FRA)    | 40.               |
| 205               | Jason Tesson (FRA)      | DNF               |
| 207               | Mattéo Vercher (FRA)    | DNF               |

| Bingoal WB BWB | Bingoal WB BWB                 | Bingoal WB BWB |
| -------------- | ------------------------------ | -------------- |
| Nr             | Kolarz                         | Miejsce        |
| 211            | Guillaume Van Keirsbulck (BEL) | 45.            |
| 212            | Ceriel Desal (BEL)             | 31.            |
| 213            | Johan Meens (BEL)              | DNF            |
| 214            | Matteo Malucelli (ITA)         | DNF            |
| 215            | Ludovic Robeet (BEL)           | 65.            |
| 216            | Dorian de Maeght (BEL)         | DNF            |
| 217            | Louis Blouwe (BEL)             | DNF            |

Legenda: DNF – nie ukończył, OTL – przekroczył limit czasu, DNS – nie wystartował, DSQ – zdyskwalifikowany.

## Klasyfikacja generalna
| \| Klasyfikacja generalna \| Klasyfikacja generalna \| Klasyfikacja generalna \| Klasyfikacja generalna \| Klasyfikacja generalna \| \| Kolarz \| Kolarz \| Państwo \| Drużyna \| Czas \| \| ---------------------- \| ---------------------- \| ---------------------- \| ---------------------- \| ---------------------- \| \| 1. \| Jasper Philipsen \| Belgia \| Alpecin-Deceuninck \| 4h 38' 52" \| \| 2. \| Olav Kooij \| Holandia \| Jumbo-Visma \| + 0" \| \| 3. \| Yves Lampaert \| Belgia \| Soudal Quick-Step \| + 0" \| \| 4. \| Frederik Frison \| Belgia \| Lotto Dstny \| + 1" \| \| 5. \| Fabio Jakobsen \| Holandia \| Soudal Quick-Step \| + 21" \| \| 6. \| Jonas Rickaert \| Belgia \| Alpecin-Deceuninck \| + 21" \| \| 7. \| Cédric Beullens \| Belgia \| Lotto Dstny \| + 21" \| \| 8. \| Stian Fredheim \| Norwegia \| Uno-X Pro Cycling Team \| + 21" \| \| 9. \| Juan Sebastián Molano \| Kolumbia \| UAE Team Emirates \| + 21" \| \| 10. \| Marijn van den Berg \| Holandia \| EF Education-EasyPost \| + 21" \| |                       |          |                        |            |
| |                       |          |                        |            |
| Źródło: ProCyclingStats |                       |          |                        |            |
| Klasyfikacja generalna |                       |          |                        |            |
| Kolarz | Kolarz                | Państwo  | Drużyna                | Czas       |
| 1. | Jasper Philipsen      | Belgia   | Alpecin-Deceuninck     | 4h 38' 52" |
| 2. | Olav Kooij            | Holandia | Jumbo-Visma            | + 0"       |
| 3. | Yves Lampaert         | Belgia   | Soudal Quick-Step      | + 0"       |
| 4. | Frederik Frison       | Belgia   | Lotto Dstny            | + 1"       |
| 5. | Fabio Jakobsen        | Holandia | Soudal Quick-Step      | + 21"      |
| 6. | Jonas Rickaert        | Belgia   | Alpecin-Deceuninck     | + 21"      |
| 7. | Cédric Beullens       | Belgia   | Lotto Dstny            | + 21"      |
| 8. | Stian Fredheim        | Norwegia | Uno-X Pro Cycling Team | + 21"      |
| 9. | Juan Sebastián Molano | Kolumbia | UAE Team Emirates      | + 21"      |
| 10. | Marijn van den Berg   | Holandia | EF Education-EasyPost  | + 21"      |